# Лексикон Рошера
Ausführliches Lexikon der griechischen und römischen Mythologie («Подробный лексикон греческой и римской мифологии») — основополагающий справочник и незаменимое пособие в исследовании античной мифологии и литературы. Написан коллективом преимущественно немецких учёных под руководством главного редактора В. Г. Рошера и опубликован издательством Тейбнера в 1884—1937 годах.
Состоит из шести больших томов объемом около 7000 страниц, седьмой том составляют приложения. Включает около 14 тыс. статей по мифологическим персонажам греческой и римской мифологии, известным из литературных источников, папирусов и надписей, и эпитетам божеств, содержит также сведения о божествах Ближнего Востока и других народов, описанных античными авторами.

## Описание издания
Ausführliches Lexikon der griechischen und römischen Mythologie. Hrsg. von H.W. Roscher. (недоступная ссылка). Leipzig, 1884—1937. Стереотипное переиздание: 2 Aufl., Bd 1—7, Hildesheim, 1965.
- Band I. A — H. Столбцы 1—3024. 1884—1890.
- Band II. Abt. 1. I — K (Iache — Kyzikos). Столбцы 1—1776. 1890—1894.
- Band II. Abt. 2. L — M (Laas — Myton). Столбцы 1775—3326. 1894—1897.
- Band III. Abt. 1. N — P (Nabaiothes — Pasicharea). Столбцы 1—1664. 1897—1902.
- Band III. Abt. 2. P (Pasikrateia — Pyxios). Столбцы 1665—3472. 1902—1909.
- Band IV. Q — S (Quadriformis — Syzygia). Столбцы 1—1648. 1909—1915.
- Band V. T. Столбцы 1—1572. 1916—1924.
- Band VI. U — Z (U — Zyrratel). Столбцы 1—848. Nachträge (Дополнения, столбцы 849—1072). Исправления (стр.1—17 отдельной пагинации). 1924—1937.
- Band VII (1965). Переиздание четырёх приложений:
  - Приложение I. Epitheta deorum quae apud poetas graecos leguntur (Список эпитетов богов и героев). Стр.1—225 (Лейпциг, 1893).
  - Приложение II. Epitheta deorum quae apud poetas latinos leguntur (Латинские эпитеты богов и героев). Стр.1—106 и обратный указатель (стр.107—154) (Лейпциг, 1902).
  - Приложение III. «Мифическая космография греков» (стр.1—41) (Лейпциг, 1904).
  - Приложение IV. Статья «История изучения классической мифологии» (стр.1—248) (Лейпциг, 1921).

## Словник издания
- Статьи на букву A;
- Статьи на буквы B-E;
- Статьи на буквы F-H;
- Статьи на буквы I-K;
- Статьи на буквы L-M;
- Статьи на буквы N-O;
- Статьи на букву P;
- Статьи на буквы Q-S;
- Статьи на букву T;
- Статьи на буквы U-Z.